# Gurbansoltan-Eye
Ýylanly es una localidad de Turkmenistán, en la provincia de Daşoguz.
Se encuentra a una altitud de 81 m sobre el nivel del mar. 

## Demografía
Según estimación 2010 contaba con una población de 27455 habitantes.